# 埼玉女子短期大学
埼玉女子短期大学（さいたまじょしたんきだいがく、英語: Saitama Women's Junior College）は、埼玉県日高市にある私立短期大学。1935年創立、1989年大学設置。略称は埼女（さいじょ）またはSAIJO。

## 概観

### 大学全体
- 埼玉県日高市に所在する日本の私立短期大学で、学校法人川口学園が設置する。
- 狭山市に2学科で1989年に開学し、1999年に日高市内へ移転した。

### 教育および研究
商学科と国際コミュニケーション学科を設ける。

### 学風および特色
「職業意識を備えた人材」養成のため、インターンシップ、キャリアデザイン教育、海外研修などを実施する。

## 沿革
- 1988年12月22日 文部省より設置が認可される[1]。
- 1989年 狭山市上広瀬で商学科100名、英語科80名で開学する[2]。
- 1993年 大学評価・学位授与機構から認定された商学専攻と英語専攻を設ける[3]。
- 1999年 日高市女影へ移転する。
- 2000年 入学定員を商学科100名から150名へ、英語科80名を150名へ、それぞれ変更する[4]
- 2001年 英語科を国際コミュニケーション学科に改称[5]。

## 基礎データ

### 所在地
埼玉県日高市女影1616

### 交通アクセス
- JR川越線 武蔵高萩駅南口（さくら口）より、徒歩でおよそ15分程度。
- 武蔵高萩駅南口（さくら口）より、イーグルバス「飯能駅北口行」「高麗川団地行」「高麗川駅行」に乗車、「埼玉女子短期大学前」バス停下車すぐ。
- 西武鉄道池袋線 飯能駅北口より、イーグルバス「高萩駅行」「ひだか団地行」に乗車、「埼玉女子短期大学前」バス停下車すぐ。
- 西武鉄道新宿線 狭山市駅西口にスクールバス発着所がある。
- JR八高線・西武鉄道池袋線 東飯能駅東口よりスクールバスあり。

### 象徴
マスコットキャラクターは、ピンククジラ。

### 年度別学生数
- 該当年度5月1日時点。

| -        | 商学科 | 英語科 | 出典           |
| -------- | ------ | ------ | -------------- |
| 入学定員 | 100    | 80     | -              |
| 総定員   | 200    | 160    | -              |
| 1989年   | 女153  | 女121  | [ 6 ]          |
| 1990年   | 女284  | 女221  | [ 7 ]          |
| 1991年   | 女340  | 女329  | [ 8 ]          |
| 1992年   | 女416  | 女424  | [ 9 ] [ 注 1 ] |
| 1993年   | 女430  | 女432  | [ 11 ]         |
| 1994年   | 女438  | 女442  | [ 12 ]         |
| 1995年   | 女411  | 女410  | [ 13 ]         |
| 1996年   | 女384  | 女376  | [ 14 ]         |
| 1997年   | 女396  | 女384  | [ 15 ]         |
| 1998年   | 女389  | 女328  | [ 16 ]         |
| 1999年   | 女330  | 女270  | [ 17 ]         |

## 教育および研究

### 組織

#### 学科
- 商学科
- 国際コミュニケーション学科

#### 専攻科
- 英語専攻[注釈 1]
- 商学専攻[注釈 1]

### 教育
現代的教育ニーズ取組支援プログラム - 「インターンシップとキャリア短大構想」

### 研究
- 『How To Make English Class More Interactive - Adding A Classroom Response System』[19]ほか。

## 学生生活

### 部活動・クラブ活動
体育系はバレーボールやバドミントンなど、文化系はボランティアや華道などがあり、硬式テニス部は「関東学生テニス連盟」に所属する。

### 学園祭
概ね10月の学園祭で、学生によるファッションショーが催される。

## 大学関係者と組織

### 大学関係者
- 中山和久 3代目学長

### 主な卒業生
東風万智子 - 女優・タレント（中退）

## 施設

### キャンパス
- 教室棟
- 体育館
- 第3パソコン室
- クレセントホール - 学生食堂とカフェテリアがある。
- 大教室
- 本館
- 図書館

## 対外関係

### 他大学との協定

#### 韓国
耽羅大学校

#### オーストラリア
メルボルン大学附属英語学校

#### アメリカ
- エドモンズ・コミュニティ・カレッジ
- クレイトン大学
- サム・ヒューストン州立大学

### 系列校
早稲田速記医療福祉専門学校